# 富贵城
富貴城（爪夷文: تامن فلور اوتام），是馬來西亞柔佛州峇株巴轄縣峇株巴轄內的鎮區，由峇株巴轄市議會(MPBP)管轄。富貴城建於 2005 年，主要以購物、休閒和商業活動為主。

## 圖集

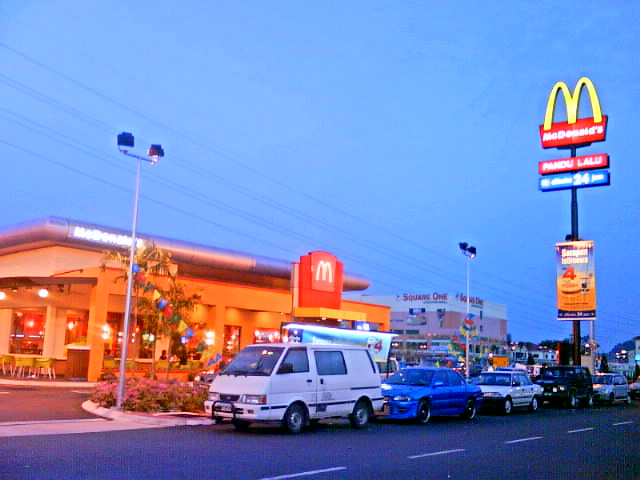
峇株巴轄第一所麥當勞得來速

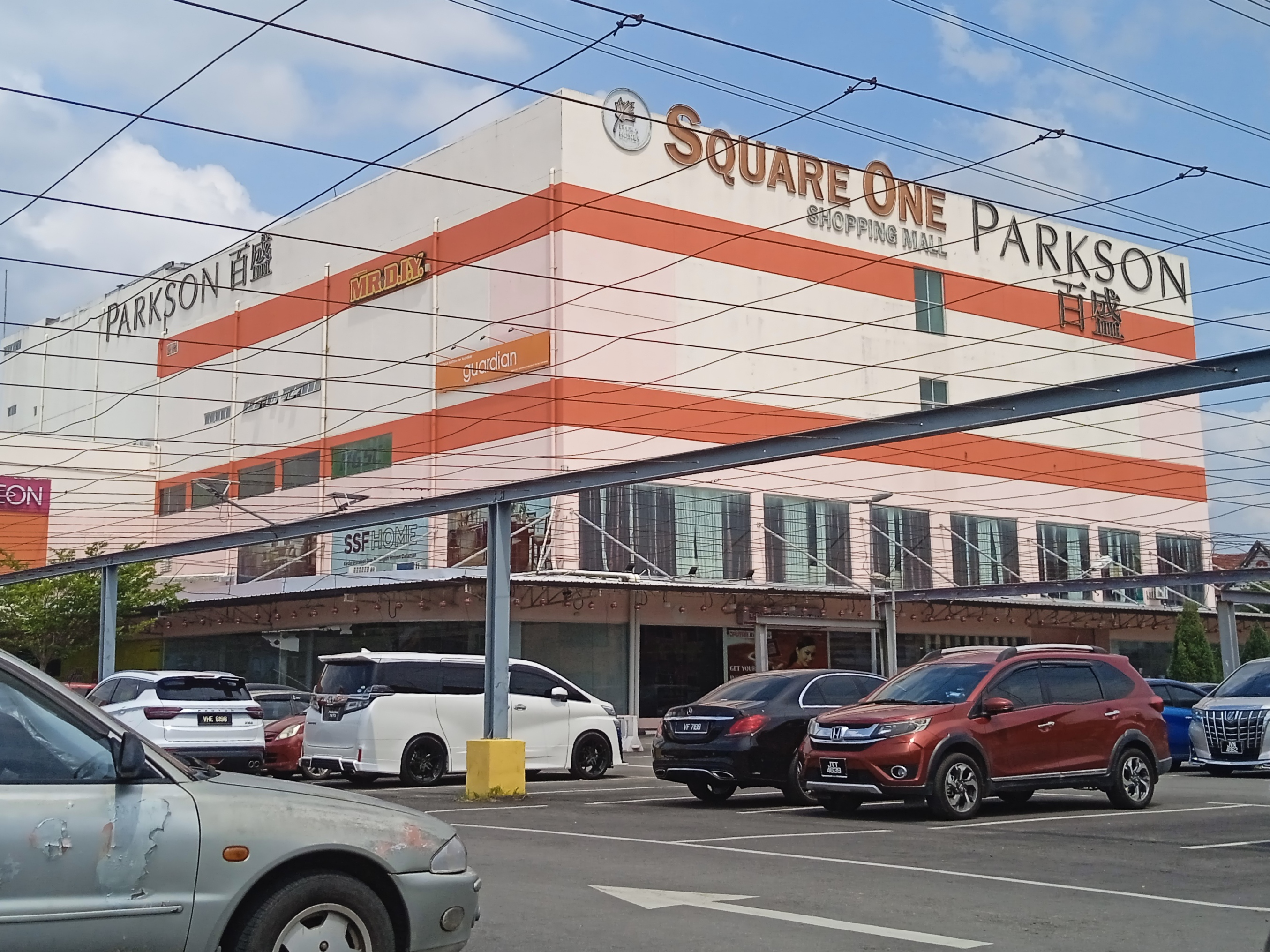
一號廣場購物中心

## 設施
- 購物中心
  - 家樂福超市
  - 一號廣場購物中心
- 得來速餐店
  - 麥當勞得來速

## 外部連結
- Majlis Perbandaran Batu Pahat's official site （页面存档备份，存于）. （馬來語）